# Yem Sambaur
Yem Sambaur (né le 2 février 1913 et mort en décembre 1989 à Paris) est un homme politique cambodgien, premier ministre du Cambodge à deux reprises entre le 12 février 1949 et le 28 avril 1950.

## Biographie
Membre du parti démocrate, il est préfet de police au moment où éclate, au début de 1948, un scandale au sujet d'un trafic de coton mettant en cause plusieurs membres de sa formation politique, dont Sam Nhean, alors vice-président de l'Assemblée et qui dû démissionner du parti. Profitant d'un refus du parlement de lever l'immunité parlementaire des députés afin d'éclaircir cette affaire, il fait détruire les dossiers impliquant ces derniers, s'attirant les foudres du Premier ministre Chean Vam qui demandera en vain sa destitution. Acculé à la démission, le chef du gouvernement aurait alors mis en garde Ieu Koeus, responsable du parti démocrate, contre Yem Sambaur, affirmant qu'en son sein, sa formation « nourrissait un bébé crocodile ».
Dans les mois qui suivent, Yem Sambaur et ses partisans maintiennent la pression sur le cabinet de Penn Nouth, qui avait remplacé Chean Vam, avant, en novembre de la même année, de quitter le parti démocrate avec 11 autres députés
Les attaques contre le gouvernement continuent et, en janvier 1949, il tombe à la suite d'un scandale concernant l’attribution des licences de pêche sur le Tonlé Sap. Norodom Sihanouk insiste alors pour que le poste de Premier ministre échoie à Yem Sambaur, qui avait été à l’origine de la chute de Penn Nouth. Celui-ci crée alors un gouvernement d’union nationale, mais auquel les démocrates refusent de participer. Dans l’opposition, ils assisteront à des avancées dans deux doléances majeures de leur programme, sans que pour autant ils ne puissent en revendiquer une quelconque responsabilité. C’est d’abord en avril que Sihanouk et Yem Sambaur obtiennent de l’assemblée de l’union française un nouveau statut des relations franco-cambodgiennes qui accorde une autonomie, certes relative, au royaume khmer. Dans le même temps, une politique d’amnistie envers les rebelles indépendantistes Khmers issarak est engagée qui amènera à la défection de Dap Chhuon et de ses troupes dans la région de Siem Reap. Mis sur la touche mais toujours majoritaires à l’assemblée, les démocrates menacent à plusieurs reprises de faire tomber le gouvernement. Afin de se prémunir contre une telle situation, Sambaur demande à Sihanouk de dissoudre l’assemblée comme la constitution le lui permet, dissolution qui sera effective en septembre. D’après la constitution, une nouvelle assemblée doit être élue dans les deux mois, mais Yem Sambaur et Sihanouk prétextent des troubles qui contrarient la tenue de nouvelles élections. Les démocrates contestent ces affirmations qui pour eux ne sont qu’un prétexte pour les empêcher de revenir aux affaires. La situation perdurera deux ans pendant lesquelles le monarque et le Premier ministre gouverneront par décrets et le rôle de l’assemblée sera réduit à la portion congrue.
Dans la nuit du 14 janvier 1950, Ieu Koeus, le président de l'assemblée nationale, était victime d'un attentat. Yem Sambaur, dont les relations avec les démocrates étaient au plus bas, fut, au même titre que Norodom Sihanouk et les autorités coloniales françaises, accusés, sinon d'avoir commanditer l'agression, au moins d'en avoir eu vent sans rien faire pour l'empêcher.
Au même moment, Norodom Sihanouk tente des réformes constitutionnelles en vue de restreindre le pouvoir de l’assemblée, mais il se heurte aux démocrates et aux libéraux, alors seconde force politique du pays, qui tous deux veulent de nouvelles élections. Les petits partis, qui n’ont aucun représentant, militent eux pour un renforcement du pouvoir royal, rejoints par le commissaire français de Raymond et le roi qui se considère comme le « père de la nation et le premier citoyen cambodgien », une vision qu’il maintiendra pour le reste de sa carrière. Alors que les partis en place soutiennent l’idée d’un gouvernement d’union nationale dont serait exclu Yem Sambaur, le monarque lui maintient sa confiance. Mais à la fin du mois d'avril 1950 Yem Sambaur démissionne et Sihanouk retrouve un poste de Premier ministre qu’il avait brièvement tenu lors de l’occupation japonaise de 1945.
En vue des élections de 1951, il fonde le parti du Redressement National avec des transfuges des partis démocrate et libéral, mais il ne décroche aucun siège. Cet échec le confortera dans son opposition au parlement où les démocrates étaient largement majoritaires.
Lors de la session d'ouverture de l'assemblée, Norodom Sihanouk met en garde contre les risques liés à la prédominance du parti démocrate. Peu après, à partir du 7 juin, des tracts circulent demandant la dissolution de l'assemblée et le renvoi du premier ministre Huy Kanthoul. Les partis minoritaires poussent eux aussi dans cette voie anticonstitutionnelle. Les démocrates réagissent en envoyant la police aux domiciles des dirigeants de petits partis dont Yem Sambaur qui est placé en détention quelques heures. D’après Huy Kanthoul, l’arrestation de Yem Sambaur faisait suite à des soupçons d’implication dans l’attentat qui, deux ans auparavant, avait coûté la vie à Ieu Koeus, l'ancien premier ministre, dirigeant du parti démocrate. Une caisse de grenades est découverte à sa résidence.
Avant les élections de 1955, Yem Sambaur s'associe avec Sam Nhean, Nhiek Tioulong et Lon Nol, les responsables des autres petits partis n’ayant aucun siège dans l’assemblée précédente et crée Sahapak (le Parti Unifié). Ils cherchent une stratégie pour laisser les démocrates hors-jeu et gouverner le pays. Ces dirigeants ayant été parmi ses plus proches collaborateurs, Sihanouk, n'est pas long à leur accorder son soutien. Le roi compte sur leur capacité d’organisation alors qu’en contrepartie ils espèrent bénéficier de la popularité du monarque. Cette alliance perdurera jusqu’à la déposition de Norodom Sihanouk en 1970.
En 1962, il est élu député du Sangkum Reastr Niyum, la formation créée en 1955 par Norodom Sihanouk; il sera réélu en 1966.
Début mars 1970, alors que les manifestations antivietnamiennes dégénèrent à Phnom Penh, le parlement décide d'envoyer Yem Sambaur et Norodom Kantol auprès de Norodom Sihanouk, qui avait quitté le Cambodge depuis le début de l'année, afin de lui rendre compte de la situation et de le convaincre de rentrer au plus tôt. Mais ce dernier fit savoir qu'il refuserait de les recevoir, provoquant sa déposition le 18 mars et plongeant le pays dans la guerre civile.